# Nickelodeon Kids’ Choice Awards 2020
Die Nickelodeon Kids’ Choice Awards 2020 (KCA) fanden am 2. Mai 2020 unter dem Namen KCAs 2020 – Zusammen Zuhause (Original: Nickelodeon Kids’ Choice Awards 2020: Celebrate Together) aufgrund der Covid-19-Pandemie in digitaler Form statt. Es war die 33. US-amerikanische Preisverleihung des Blimps. Dies sind orangefarbene, zeppelinförmige Trophäen mit dem Logo des Senders Nickelodeon, die in 28 Kategorien vergeben wurden. International wurden weitere Kategorien gekürt – so im deutschsprachigen Raum für den Lieblings-Sänger, Lieblings-Ohrwurm, Lieblings-Social-Media-Star, Lieblings-Social-Media-Star – The New Generation, Lieblings-Duo, Lieblings-Fußballer, Lieblings-„Big Kid“, Lieblings-Cast, Lieblings-Nick-Team, Lieblings-Podcast und Together For Good Award. Die Moderatorin der Verleihung war die Schauspielerin Victoria Justice. Die deutsche Moderation fand am 12. April 2020 statt und wurde von den Zwillingen Lisa und Lena sowie Fernsehmoderator Jan Köppen durchgeführt.

## Auftritte
Alle der folgenden Schauspieler, Sänger und Persönlichkeiten der sozialen Medien traten während der Veranstaltung per Videotelefonie auf.

### International
- Dwayne Johnson
- Ariana Grande
- Kristen Bell
- Josh Gad
- Camila Cabello
- Millie Bobby Brown
- Ellen DeGeneres
- BTS
- Shawn Mendes
- Lil Nas X
- Dove Cameron
- Tom Holland
- Simon Cowell
- David Dobrik
- Tom Kenny
- Bill Fagerbakke
- SSSniperwolf
- JoJo Siwa
- Finn Wolfhard
- LeBron James
- Madison Reed
- Der Cast von Avengers: Endgame
- Der Cast von Henry Danger
- Der Cast von Stranger Things

### Deutschland
- Fargo
- Die Lochis
- Julia Beautx
- Alexandra Herbst
- Chiara Tews
- Marcus & Martinus
- Malcom Meckert
- Simon Zeller
- Raphael Schneider
- Jerome Weinert
- Lisa Küppers
- Rebekah Wing
- ViktoriaSarina
- Mike Leon Lichtenberg
- Nevena Schöneberg
- Luana Knöll
- Tilo Acksel
- Jesina Amweg
- Lea Mirzanli
- Nico Santos
- Lena
- Rea Garvey
- Sasha
- Lukas Nimscheck (Deine Freunde)
- Florian Sump (Deine Freunde)
- Max Giesinger
- LEA
- HeyMoritz
- HeyHorse
- Kai Pflaume
- Thomas Müller
- Leoobalys
- Kelly MissesVlog
- Julien Bam
- Dalia
- Sascha Quade
- Sylvie Meis
- Riccardo Simonetti

## Kategorien
Die Nominierungen wurden am 13. Februar 2020  über ein Video, das in den Sozialen Medien gepostet wurde, bekannt gegeben, diese Ankündigung wurde von Jules LeBlanc und Hayley LeBlanc durchgeführt. Das Voting wurde am 22. März 2020 beendet.
Alle Gewinner sind Fett markiert.

### Fernsehen
| - Henry Danger - All Das - Camp Kikiwaka - Eine Reihe betrüblicher Ereignisse - Power Rangers Beast Morphers - Zuhause bei Raven - Stranger Things - Fuller House - Modern Family - The Big Bang Theory - The Flash - Young Sheldon - Jace Norman – Henry Danger - Abraham Rodriguez – Power Rangers Beast Morphers - Caleb McLaughlin – Stranger Things - Jim Parsons – The Big Bang Theory - Joshua Bassett – High School Musical: Das Musical: Die Serie - Karan Brar – Camp Kikiwaka - Millie Bobby Brown – Stranger Things - Candace Cameron Bure – Fuller House - Ella Anderson – Henry Danger - Peyton List – Camp Kikiwaka - Raven-Symoné – Zuhause bei Raven - Riele Downs – Henry Danger | - America’s Got Talent - American Ninja Warrior - America's Funniest Home Videos - MasterChef Junior - The Masked Singer - The Voice - Ellen DeGeneres – Ellen's Game of Games - John Cena – Are You Smarter than a 5th Grader? - Nick Cannon – The Masked Singer - Ryan Seacrest – American Idol - Terry Crews – America’s Got Talent - Tiffany Haddish – Kids Say the Darndest Things - SpongeBob Schwammkopf - Alvin und die Chipmunks - Teen Titans Go! - Die fantastische Welt von Gumball - Willkommen bei den Louds - Die Simpsons |

### Film
| - Avengers: Endgame - Aladdin - Captain Marvel - Jumanji: The Next Level - Spider-Man: Far From Home - Star Wars: Der Aufstieg Skywalkers - Dwayne Johnson – Jumanji: The Next Level & Fast & Furious: Hobbs & Shaw - Chris Evans – Avengers: Endgame - Kevin Hart – Jumanji: The Next Level - Chris Hemsworth – Avengers: Endgame - Tom Holland – Spider-Man: Far From Home - Will Smith – Aladdin - Dove Cameron – Descendants 3 – Die Nachkommen - Scarlett Johansson – Avengers: Endgame - Angelina Jolie – Maleficent: Mächte der Finsternis - Brie Larson – Avengers: Endgame & Captain Marvel - Taylor Swift – Cats - Zendaya – Spider-Man: Far From Home - Tom Holland – Spider-Man: Far From Home & Avengers: Endgame - Robert Downey Jr. – Avengers: Endgame - Chris Evans – Avengers: Endgame - Chris Hemsworth – Avengers: Endgame - Scarlett Johansson – Avengers: Endgame - Brie Larson – Avengers: Endgame & Captain Marvel | - Die Eiskönigin II - Angry Birds 2 – Der Film - The LEGO Movie 2 - Der König der Löwen - Pets 2 - A Toy Story: Alles hört auf kein Kommando - Josh Gad – Die Eiskönigin II & Angry Birds 2 – Der Film - Chris Pratt – The LEGO Movie 2 - Kevin Hart – Pets 2 - Tom Hanks – A Toy Story: Alles hört auf kein Kommando - Beyoncé – Der König der Löwen - Idina Menzel – Die Eiskönigin II - Kristen Bell – Die Eiskönigin II - Tiffany Haddish – Pets 2 & The LEGO Movie 2 |

### Musik
| - BTS - Fall Out Boy - Jonas Brothers - Maroon 5 - Panic! at the Disco - The Chainsmokers - Shawn Mendes - Ed Sheeran - Justin Bieber - Lil Nas X - Marshmello - Post Malone - Ariana Grande - Beyoncé - Billie Eilish - Katy Perry - Selena Gomez - Taylor Swift - Bad Guy – Billie Eilish - 7 Rings – Ariana Grande - Memories – Maroon 5 - Old Town Road – Lil Nas X - Sucker – Jonas Brothers - You Need to Calm Down – Taylor Swift | - Lil Nas X - City Girls - DaBaby - Lewis Capaldi - Lizzo - Megan Thee Stallion - Taylor Swift (Nordamerika) - BTS (Asien) - Dua Lipa (Vereinigtes Königreich) - J Balvin (Lateinamerika) - Rosalía (Europa) - Sho Madjozi (Afrika) - Tones and I (Australien) |

### Sport
| - LeBron James - Cristiano Ronaldo - Patrick Mahomes - Shaun White - Stephen Curry - Tom Brady | - Alex Morgan - Lindsey Vonn - Megan Rapinoe - Naomi Ōsaka - Serena Williams - Simone Biles |

### Anderes
| - Minecraft - Fortnite - Mario Kart Tour - Super Smash Bros. Ultimate - SSSniperwolf - DanTDM - GamerGirl - Ninja - PrestonPlayz | - David Dobrik - Doyote Peterson - Dolan Twins - Dude Perfect - MrBeast - Ryan’s World - Jules LeBlanc - Emma Chamberlain - Lilly Singh - Liza Koshy - Miranda Sings - Merrell Twins |

### Deutschland, Österreich, Schweiz
Zusätzlich zu den US-amerikanischen Kategorien konnte im deutschsprachigen Raum für den Lieblings-Sänger, Lieblings-Ohrwurm, Lieblings-Social-Media-Star, Lieblings-Social-Media-Star – The New Generation, Lieblings-Duo, Lieblings-Fußballer, Lieblings–„Big Kid“, Lieblings-Cast, Lieblings-Nick-Team, Lieblings-Podcast und Together For Good Award abgestimmt werden. Diese Auszeichnung wurde von Lisa und Lena und Jan Köppen moderiert.
| - Lena - Nico Santos - Mike Singer - LEA - Mark Forster - Wincent Weiss - Better – Lena & Nico Santos - Hoch – Tim Bendzko - Gutes Gefühl – Fargo - Auf das, was noch kommt – LOTTE & Max Giesinger - 194 Länger – Mark Forster - Vincent – Sarah Connor - Julia Beautx - Julien Bam - Rebekah Wing - Freshtorge - Dagi Bee - Rezo - Dalia - Leoobalys - valliXpauline - HeyMoritz - Laura Sophie - Lisa Küppers - HeyMoritz & HeyHorse - Marcus & Martinus - ViktoriaSarina - Die Lochis - Thomas Müller - Timo Werner - Julian Brandt - Matthias Ginter - Luca Waldschmidt - Suat Serdar | - Julien Bam - Matthias Schweighöfer - Deine Freunde - Freshtorge - The Voice Kids 2020 – Coaches - Ostwind – Aris Ankunft - Spotlight - Kartoffelsalat 3 – Das Musical - SpongeBob & Patrick (SpongeBob Schwammkopf) - Phoebe & Max Thunderman (Die Thundermans) - Greta & Rocco (Spotlight) - Kid Danger & Captain Man (Henry Danger) - Anika & Sal (Das Geheimnis der Hunters) - Die Louds (Willkommen bei den Louds) - Hitzefrei! – Der Klima-Podcast für Kinder - Kleine Fragen - Radio TEDDY – Nachgefragt - Schlaulicht - Riccardo Simonetti |